# Auca Mahuevo

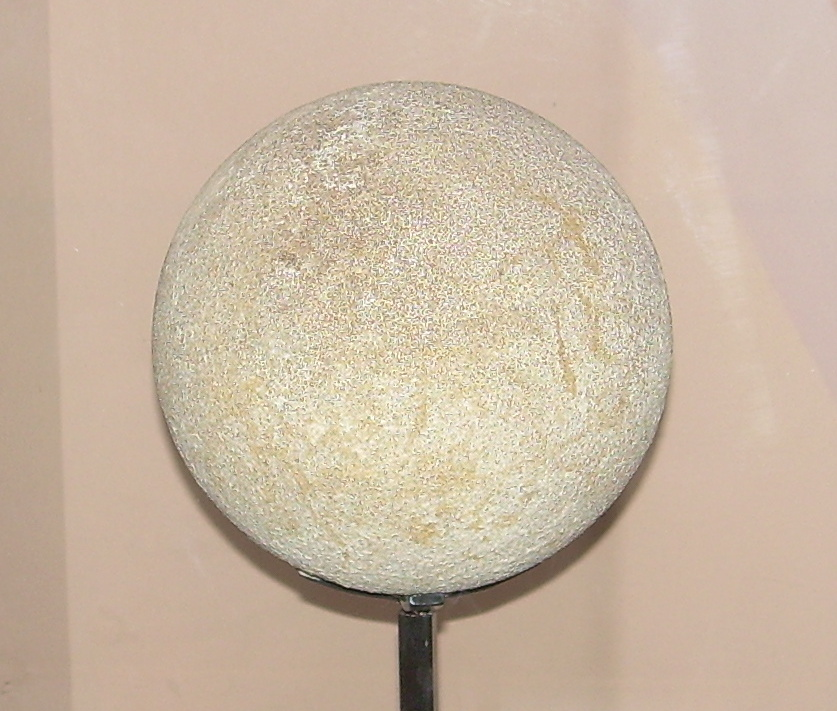
Huevo de titanosáurido en exhibición en el North American Museum of Ancient Life.

Auca Mahuevo es un yacimiento de preservación excepcional (lagerstätte) del Cretácico Superior en las badlands erosionadas de la provincia del Neuquén en la Patagonia Argentina. Las capas sedimentarias en Auca Mahuevo fueron depositadas 80 millones de años antes del presente y ofrecen una visión de cómo era un sitio de anidación de dinosaurios titanosáuridos.
Una gran zona de anidación, fue encontrada en dos expediciones, en 1997 y en 1999 por los paleontólogos, Luis Chiape, Rodolfo Coria y Lowell Dingus. La región fue llamada Auca Mahuevo y se mantuvo en secreto, para poder preservar los fósiles de los saqueadores. 
En Auca Mahuevo los huevos de dinosaurio contienen restos embriónarios identificables que son sus más espectaculares descubrimientos. Los huevos tienen un diámetro de 11 a 12 centímetros y dentro de ellos se encontraron embriones fosilizados con impresiones de la piel, aunque no había indicio de plumas o de espinas dorsales cutáneas. Una cosa interesante es que se ha encontrado el primer fósil con un "diente de huevo", esta es una estructura usada para ayudar en la eclosión. Esta estructura aparece en las actuales tortugas, cocodrilos y en algunas aves. Se trata de una estructura ósea, diferente a un diente verdadero, que se encontraba en el extremo más dorsorostral del hocico. A diferencia del origen embrionario, muestra un claro caso de convergencia evolutiva. Los huevos conservan moldes de la membrana testacea, la membrana interna que se adhiere a la cáscara, familiar para cualquiera que haya descascarado un huevo cocido. El contexto revela una vasta colonia de estructuras de anidación excavadas que pueden ser comparadas con las de nidos de animales como las tortugas, cocodrilos y aves. Incluso el espacio entre los nidos en la localidad (de dos a tres metros de distancia) ha podido ser establecido . La reconstrucción de las estrategias de anidación sugieren que los animales hacían fosas poco profundas con bordes y luego se incorporaba material vegetal a la superficie . Los nidos hacen recordar a los de los cocodrilos, los cuales reciben el calor para la incubación de la putrefacción de la materia orgánica con la que se forman.
El lagerstätte de Auca Mahuevo fue descubierto durante dos expediciones, en 1997 y 1999, por Luis Chiappe, Lowell Dingus y Rodolfo Coria, quienes estaban buscando aves fosilizadas. El sitio se encuentra ahora bajo protección oficial, pero huevos saqueados son ofrecidos en el mercado.